# ミゲル・リッティン
ミゲル・エルネスト・リッティン・ククミデス (Miguel Ernesto Littín Cucumides (1942年8月9日 - ) は、チリ出身の映画監督、脚本家。父親はパレスチナ人、母親はギリシャ人。

## 人物
これまで二度カンヌ国際映画祭のパルム・ドールにノミネートされている。1982年の『アルシノとコンドル』はアカデミー外国語映画賞にノミネートされた。
1992年から1994年、1996年から2000年までの間、パルミージャの市長を務めた。
チリ・クーデターの後にメキシコへ亡命した。戒厳令下のチリに潜入した『戒厳令下チリ潜入記』は、ガブリエル・ガルシア＝マルケス著の書籍Clandestine in Chile（日本語題は映画と同名）によっても知られている。

## 作品
- Por la tierra ajena （1965年） 短編ドキュメンタリー
- El chacal de Nahueltoro （1969年）
- Compañero presidente （1971年） ドキュメンタリー
- On vous parle du Chili: Ce que disait Allende （1973年） 短編ドキュメンタリー
- La tierra prometida （1973年）
- Actas de Marusia （1976年）
- Crónica de Tlacotalpan （1976年） 短編ドキュメンタリー
- El recurso del método （1978年）
- La viuda de Montiel （1979年）
- Acuacultura - Granjas de agua （1980年） 短編ドキュメンタリー
- アルシノとコンドル（スペイン語版） Alsino y el cóndor （1982年）
- 戒厳令下チリ潜入記 Acta General de Chile （1986年） ドキュメンタリー
- Sandino （1990年）
- Los náufragos （1994年）
- Aventureros del fin del mundo （1998年） テレビ映画
- Tierra del fuego （2000年）
- Crónicas palestinas （2001年） ドキュメンタリー
- El abanderado （2002年）
- La última luna （2005年）
- Dawson Isla 10 （2009年）

## 受賞・ノミネート
- 1970年 第20回ベルリン国際映画祭国際カトリック事務局賞推薦 （『El chacal de Nahueltoro』）
- 1973年 第8回モスクワ国際映画祭出品 （『La tierra prometida』）
- 1976年 第29回カンヌ国際映画祭出品 （『Actas de Marusia』）
- 1978年 第31回カンヌ国際映画祭出品 （『El recurso del método』）
- 1980年 第30回ベルリン国際映画祭出品 （『La viuda de Montiel』）
- 1983年 第55回アカデミー賞外国語映画賞ノミネート （『アルシノとコンドル』）
- 1983年 第13回モスクワ国際映画祭グランプリ （『アルシノとコンドル』）
- 1986年 第43回ヴェネツィア国際映画祭国際映画批評家連盟賞名誉表彰 （『戒厳令下チリ潜入記』）
- 2005年 第27回モスクワ国際映画祭出品 （『La última luna』）